# 秘密と嘘
『秘密と嘘』（ひみつとうそ、Secrets & Lies）は1996年のイギリスのドラマ映画。監督・脚本はマイク・リー、出演はブレンダ・ブレッシン、ティモシー・スポール、マリアンヌ・ジャン＝バプティストなど。イギリスの庶民的な家族の間で繰り広げられる愛憎と葛藤、和解を描いている。
第49回カンヌ国際映画祭で最高賞パルム・ドールと女優賞を受賞し、第69回アカデミー賞でも受賞は果たせなかったものの作品賞をはじめとする5部門でノミネートされた。
舞台出身のマイクー・リー監督らしく、脚本は一切使用せず、現場で役者とともに即興的に作り上げられていった世界観は極限のリアリティーを生んだ。

## ストーリー
幼くして母親を亡くし、10代から稼ぎに出かけ、父親や弟の世話までこなしてきたシンシアは、そのお節介な性格からか、夫はおろか友人すらいないまま中年を迎える。
そんな母親シンシアに対する不満からいつもイライラしている娘ロクサーヌ、カメラマンとして活動し裕福な生活を手に入れた弟モーリスと不妊治療に励むその妻モニカ。そしてシンシアがその存在さえ忘れていた生まれてすぐに養子に出した黒人の娘ホーテンス。それらの人物をさらに取り巻くトラブルや人々。嫉妬や憎悪、疑い、嘘、秘密、依存、罪の意識、さまざまな感情が渦巻く中、「家族」という幻想の中で、積もりに積もった不平不満がそこに噴出する。

## キャスト
※括弧内は日本語吹替（VHS・旧盤DVDに収録）
- シンシア・ローズ・パーリー: ブレンダ・ブレッシン（井上瑤） - 工場で働く中年女性。未婚の母。
- ホーテンス・カンバーバッチ: マリアンヌ・ジャン＝バプティスト（山像かおり） - シンシアが16歳で産んで養子に出した娘。
- モーリス・パーリー: ティモシー・スポール（土師孝也） - シンシアの弟。写真家。
- モニカ・パーリー: フィリス・ローガン（英語版）（宮寺智子） - モーリスの妻。
- ロクサーヌ・パーリー: クレア・ラッシュブルック（亀井芳子） - シンシアの娘。もうじき21歳。
- ジェーン: エリザベス・バーリントン（英語版）（佐藤しのぶ） - モーリスの助手。
- ポール: リー・ロス（英語版）（高木渉） - ロクサーヌの恋人。足場作業員。
- スチュアート: ロン・コック（英語版）（佐々木梅治） - モーリスが営む写真館の以前の経営者。

## 作品の評価

### 映画批評家によるレビュー
Rotten Tomatoesによれば、44件の評論のうち高評価は95%にあたる42件で、平均点は10点満点中8.7点、批評家の一致した見解は「『秘密と嘘』は社会的な問題を繊細な冷静さと全てにおいて素晴らしい演技で深く掘り下げており、脚本・監督のマイク・リーの最も力強い作品の1つとなっている。」となっている。
Metacriticによれば、27件の評論のうち、高評価は26件、賛否混在は1件、低評価はなく、平均点は100点満点中91点となっている。

### 受賞歴
| 賞                                     | 部門                                   | 対象者                           | 結果       |
| -------------------------------------- | -------------------------------------- | -------------------------------- | ---------- |
| 第69回アカデミー賞                     | 作品賞                                 |                                  | ノミネート |
| 第69回アカデミー賞                     | 監督賞                                 | マイク・リー                     | ノミネート |
| 第69回アカデミー賞                     | 脚本賞                                 | マイク・リー                     | ノミネート |
| 第69回アカデミー賞                     | 主演女優賞                             | ブレンダ・ブレッシン             | ノミネート |
| 第69回アカデミー賞                     | 助演女優賞                             | マリアンヌ・ジャン＝バプティスト | ノミネート |
| 第49回カンヌ国際映画祭                 | パルム・ドール                         | マイク・リー                     | 受賞       |
| 第49回カンヌ国際映画祭                 | 女優賞                                 | ブレンダ・ブレッシン             | 受賞       |
| 第49回カンヌ国際映画祭                 | エキュメニカル審査員賞                 | マイク・リー                     | 受賞       |
| 第22回ロサンゼルス映画批評家協会賞     | 作品賞                                 |                                  | 受賞       |
| 第22回ロサンゼルス映画批評家協会賞     | 監督賞                                 | マイク・リー                     | 受賞       |
| 第22回ロサンゼルス映画批評家協会賞     | 主演女優賞                             | ブレンダ・ブレッシン             | 受賞       |
| 第54回ゴールデングローブ賞             | 作品賞（ドラマ部門）                   |                                  | ノミネート |
| 第54回ゴールデングローブ賞             | 主演女優賞（ドラマ部門）               | ブレンダ・ブレッシン             | 受賞       |
| 第54回ゴールデングローブ賞             | 助演女優賞                             | マリアンヌ・ジャン＝バプティスト | ノミネート |
| 第50回英国アカデミー賞                 | 作品賞                                 |                                  | ノミネート |
| 第50回英国アカデミー賞                 | 監督賞                                 | マイク・リー                     | ノミネート |
| 第50回英国アカデミー賞                 | 主演男優賞                             | ティモシー・スポール             | ノミネート |
| 第50回英国アカデミー賞                 | 主演女優賞                             | ブレンダ・ブレッシン             | 受賞       |
| 第50回英国アカデミー賞                 | 助演女優賞                             | マリアンヌ・ジャン＝バプティスト | ノミネート |
| 第50回英国アカデミー賞                 | オリジナル脚本賞                       | マイク・リー                     | 受賞       |
| 第50回英国アカデミー賞                 | 英国作品賞（アレクサンダー・コルダ賞） |                                  | 受賞       |
| 第9回ヨーロッパ映画賞                  | 作品賞                                 | マイク・リー                     | ノミネート |
| 第12回インディペンデント・スピリット賞 | 外国映画賞                             | マイク・リー                     | 受賞       |